# Vltavská metróállomás
Vltavská egy metróállomás Prágában a prágai C metró vonalán.

## Szomszédos állomások
A metróállomáshoz az alábbi állomások vannak a legközelebb:
- Nádraží Holešovice (Letňany)
- Florenc (Háje)

## Átszállási kapcsolatok
| C (Letňany ↔ Háje) |                                        |                                                       |
| Állomás            | Átszállási kapcsolatok                 | Fontosabb létesítmények                               |
| Vltavská           | 156, 905, 911 1, 12, 14, 25 S5 R24 R45 | Prágai Nemzeti Technikai Múzeum, Praha-Bubny Vltavská |